# O Segerkung som bor i ljus
O Segerkung som bor i ljus är en svensk pingstpsalm med tre verser. Texten är skriven 1913 av August Bohman. Musik är en Hugenottermelodi som omarbetades 1653.

## Publicerad i
- Svenska Missionsförbundets sångbok (1951) nummer 176, under rubriken "Årets högtider - Pingst".[1]

### Fotnoter
1. 1 2   Sånger och psalmer musik och text : för enskilt och offentligt bruk. Stockholm: Missionsförb. 1951. Libris 3387612